# Chromidotilapia mrac
Espèce
Statut de conservation UICN

 LC  : Préoccupation mineure
Chromidotilapia mrac est une espèce de poissons de la famille des Cichlidés endémique du Gabon.